# 建武 (東晋)
建武（けんぶ）は、東晋の元帝司馬睿が晋王であったときの元号。
東晋の最初の年号。317年 - 318年。

## 出来事
- 建武元年
  - 3月9日：安東将軍司馬睿の晋王即位により「建武」と改元。
- 建武2年
  - 3月10日：司馬睿の皇帝即位により「大興」と改元。

## 西暦・干支との対照表
| 建武 | 元年  | 2年   |
| 西暦 | 317年 | 318年 |
| 干支 | 丁丑  | 戊寅  |

## 他元号との対照表
| 建武 | 元年   | 2年           |
| 前趙 | 麟嘉元 | 漢昌元 光初元 |
| 成漢 | 玉衡7  | 玉衡8         |
| 前涼 | 建興5  | 建興6         |